# Heracleum vicinum
Heracleum vicinum är en flockblommig växtart som beskrevs av H.Boissieu. Heracleum vicinum ingår i släktet lokor, och familjen flockblommiga växter. Inga underarter finns listade i Catalogue of Life.